# Matthew Pollock
Matthew Pollock (* 26. April 1990 in Boston) ist ein US-amerikanischer Volleyballspieler.

## Karriere
Pollock begann seine Karriere an der Carl Sandburg High School in Orland Park. Von 2008 bis 2012 studierte er an der Pepperdine University und spielte in der Universitätsmannschaft. Er war auch in der Junioren-Nationalmannschaft der Vereinigten Staaten aktiv. Nach dem Abschluss seines Studiums ging der Mittelblocker nach Finnland, wo er zunächst zwei Jahre für Team Lakkapää und in der Saison 2014/15 bei Valepa Sastamala spielte. Danach wechselte er zum Schweizer Erstligisten Volley Näfels und anschließend zu Fonte Bastardo Azores. 2017/18 spielte er in der zweiten italienischen Liga bei Scarabeo Roma. Danach wurde er vom deutsch-österreichischen Bundesligisten Hypo Tirol Alpenvolleys Haching verpflichtet. Während im DVV-Pokal 2018/19 das Aus im Achtelfinale kam, erreichte Pollock mit dem Verein in den Bundesliga-Playoffs das Halbfinale. Danach verließ er die Alpenvolleys.